# Näcken-klass
Näcken-klass var en ubåtsklass som ingick i  svenska flottan. Ubåtarna sjösattes 1978–1979 och utrangerades vid sekelskiftet. Projektnamnet var A-14 och med projektet inleddes en ny produktionsmetod, som innebar att båtarna byggdes i sektioner på Karlskronavarvet och Kockums, vilka sedan sammanfogades och sjösattes hos Kockums i Malmö.

## Projekt A-14
Det var från början tänkt att A-14 skulle utrustas med bränsleceller från Asea, men den idén skulle få sättas åt sidan till fördel för stirling-tekniken. Båtarna färdigställdes som konventionella ubåtar, med dieselmotorer och batterier, men förberedda för att kunna förlängas med en sektion rymmande stirlingmotorn. Då bara tre A-14 ubåtar byggdes för att ersätta de sex ubåtarna i Hajen III-klass, som skulle utrangeras 1980, minskade det svenska ubåtsvapnet från 15 till tolv fartyg. Reduktionen av antalet ubåtar bedömdes dock väl uppvägas av de nya båtarnas slagkraft. Näcken II var den första svenska ubåten med datoriserat strids- och eldledningssystem (Näckens Informations Behandlings System, NIBS). Datorsystemet utnyttjades även för styrning, reglering av fart och djup. Det nya datorsystemet tillsammans med de åtta torpedtuberna och nya avancerade torpeder möjliggjorde att flera mål samtidigt kunde bekämpas på stora avstånd. Kravet vid konstruktionen var att tio mål skulle kunna hanteras samtidigt. Näcken-klassen konstruerades för att kunna bära en stor vapenlast, cirka 15 torpeder, och för att sättas in i första ledet i invasionsförsvaret mot en befarad sovjetisk överskeppning av förband vid ett anfall mot Sverige.  

## Stirlingmaskineri

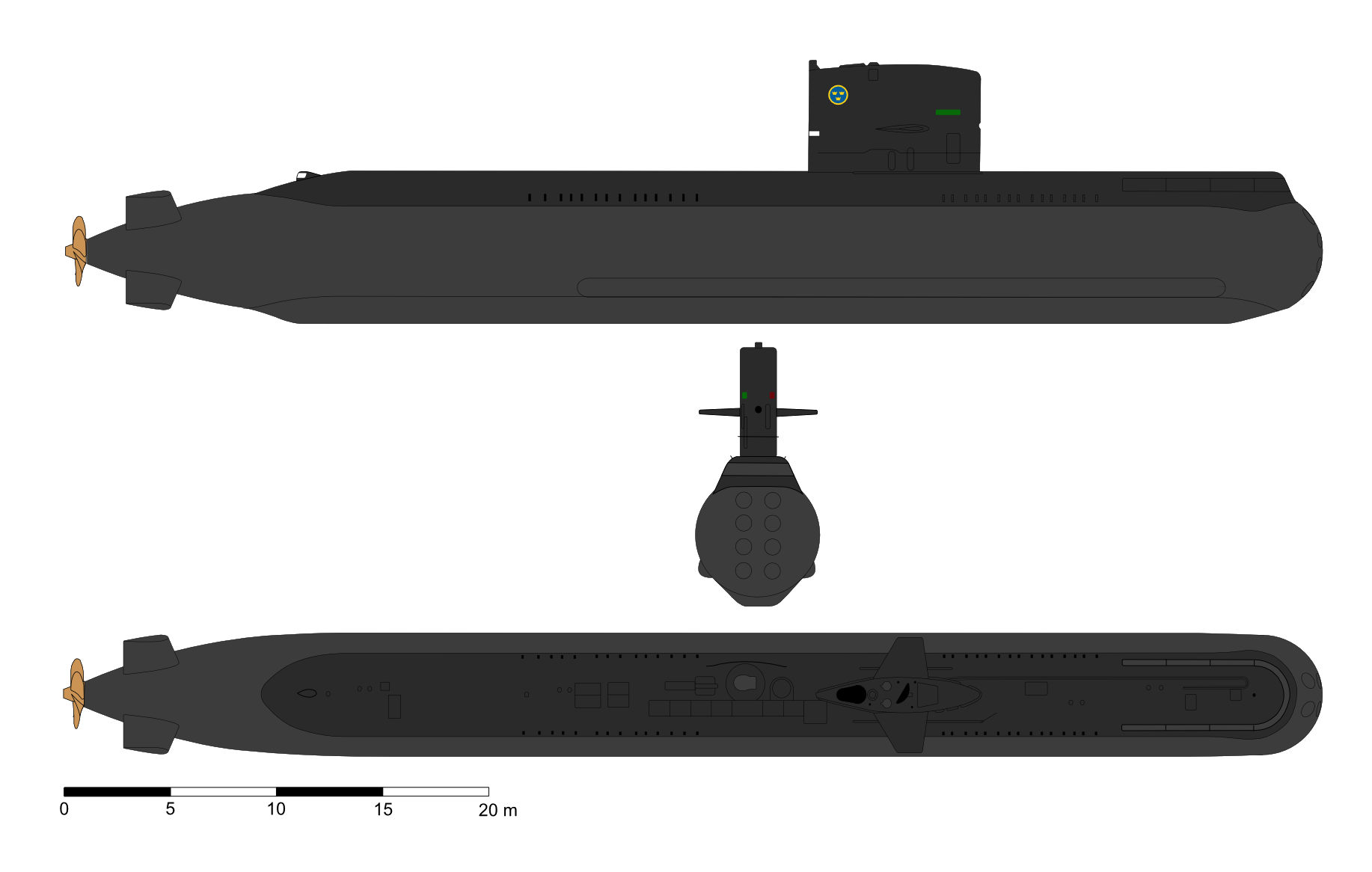
HMS Näcken efter installationen av stirlingmaskineriet.

År 1988 förlängdes Näcken med en åtta meter lång sektion innehållande ett luftoberoende stirling-maskineri som ökade aktionstiden under vattnet från ett par dagar till flera veckor. Det av Kockums utvecklade maskineriet gjorde Näcken till världens första operativa ubåt med konventionellt luftoberoende maskineri. Stirlingmotorns syre som behövs vid förbränningen medföres i ubåten i flytande form. Framdriften blev härmed oerhört tyst, vilket är en fördel i sammanhanget. Kärnkraftsdrivna ubåtar har förvisso mycket längre uthållighet men kräver kylvattenpumpar som utstrålar ljud, vilket ökar risken för upptäckt. Stora problem fanns i början, men sedermera blev ett fungerande maskineri som integrerades med ubåtens övriga system.